# Ripostiglio di Niusci
Il ripostiglio di Niusci (alcune volte riportato come tesoro o ripostiglio di Serra Riccò) è un deposito di monete preromane rinvenuto a Niusci, frazione di Crocetta d'Orero nel Comune di Serra Riccò.

## Storia
Sabato 25 agosto 1923 nei pressi di Niusci, una località del comune di Serra Riccò, durante gli scavi per la realizzazione della Ferrovia Genova-Casella, ai piedi del monte Assereto, su di un'area a mezza costa del versante sud del crinale spartiacque con la Valle Scrivia, gli operai incontrarono due grossi massi, interrati probabilmente da una vecchia frana, che impedivano la prosecuzione dell'opera ferroviaria in costruzione.
Per evitare una modifica del tracciato, la direzione dei lavori si vide costretta a cercare una soluzione per rimuovere i macigni. Si decise di utilizzare dell'esplosivo, fatto esplodere da personale specializzato. Una volta demoliti i due corpi rocciosi si procedette manualmente allo sgombero dell'area dal materiale di risulta degli scavi e della frammentazione dei monoliti. Durante questa operazione, un operaio della ditta esecutrice dei lavori, trovò in mezzo alla terra un grosso quantitativo di monete d'argento molto antiche.
Dopo aver confidato l'accaduto ad alcuni colleghi (incluso il capo squadra e il capo cantiere) si appropriò di molto di quel materiale prezioso per poi allontanarsi dal posto di lavoro senza recarvisi più.
Giovedì 30 agosto 1923, in un breve articolo del giornale Il Secolo XIX informava della sospensione dei lavori e della denuncia degli operai che le trafugarono «per circa due chilogrammi».
Il professore Giovanni Campora, Regio Ispettore di Scavi e Monumenti del Circondario di Genova, già interessato alla vicenda, si recò a Niusci il 12 settembre 1923. La relazione della sua visita è contenuta in una lettera datata 13 settembre 1923 e indirizzata al Regio Sopraintendente di Torino. In questa lettera il professore precisa che il ritrovamento è avvenuto in località "Niuxi" e non nel comune di Sant'Olcese come erroneamente indicato da lui e da altri, e inoltre precisa:
(Citazione tratta da Paolo Rebora, Le monete di Niusci, in Orero racconta. Storie del paese sorto sul valico appenninico più basso d'Italia, a cura di Marco Torre, Brigati, Genova, 2005, pag. 51-52)
Il 26 settembre 1923 il Sopraintendente di Torino scrisse alla Tenenza dai Carabinieri di Genova Sampierdarena, su preghiera di Pietro Barocelli, poiché nel frattempo un'altra missiva da parte della Direzione Generale delle Antichità e Belle Arti annotava tra le altre cose di «riferire circa l'importanza delle monete scoperte e indicare se convenga, a norma di legge, rilasciare al proprietario del fondo metà delle monete stesse o il prezzo equivalente». Pietro Barocelli invece, era in via di accordi con l'ingegnere Valentino Sanguineti, impegnato nella direzione tecnica del Consorzio Nazionale delle Cooperative Liguri Fra Combattenti (ovvero coloro che si stavano occupando della costruzione della linea ferroviaria) e il prof. Giovanni Campora, per sorvegliare i lavori della ferrovia limitatamente al luogo del ritrovamento delle monete e riteneva peraltro che quest'ultime fossero di proprietà dello Stato Italiano e non competeva nessuna indennità ai detentori abusivi.
Terminata la prima fase di indagine preliminare, il 3 gennaio 1924 i Carabinieri di Pedemonte scrissero una relazione al pretore di Sampierdarena dove, a seguito dell'interrogatorio dell'operaio incriminato, si fa menzione di alcuni altri privati possessori delle monete. L'operaio dichiarò di averle tenute in casa per 15 giorni, dopo tale periodo, visto che non vennero reclamate, le vendette e le distribuì a chi meglio credeva.
Al fine di restituire almeno una parte dei reperti archeologici trovati allo Stato Italiano, tra gennaio e luglio 1924 si procedette a sequestro presso privati. I Carabinieri di Pedemonte consegnarono alla Pretura di Sampierdarena un totale di 143 monete oggi conservate, assieme alle 21 ritrovate da Pietro Barocelli, nel Museo di Arte Antica di Torino.
Il 29 novembre 1924 il Tribunale Civile e Penale di Genova assolsero l'operaio dall'accusa di appropriazione indebita per la mancanza di querela di parte, in quanto il terreno del ritrovamento non era ancora di proprietà dello Stato e l'allora proprietario non aveva provveduto a presentarla. Restò tuttavia a suo carico l'accusa di omessa denuncia alla competente autorità. Altre udienze, interrogatori e sequestri si tennero negli anni a seguire.
Il 14 aprile 1926 la Pretura di Sampierdarena inviò al direttore del Museo di Torino le 143 monete sequestrate.
Nella serata del 14 giugno 1927 si svolse a Genova, presso la sala dell'Università Popolare, la prima conferenza sulle monete rinvenute a Niusci di Orero in Serra Riccò. Nello scambio di opinioni e di vedute furono trattate anche le circostanze del ritrovamento e si parlò, così come riportato nel breve testo di Giulio Miscosi della presenza di un vaso in terracotta a due anse che avrebbe contenuto le monete o parte di esse.
Nel 2008 a Niusci viene realizzato un cippo dedicato al ritrovamento delle monete che recita:

### La dispersione del ripostiglio monetale
Le monete conosciute come attribuibili a questo ripostiglio, conservate in musei e collezioni private, sono state assommate a un totale di 768 esemplari, di cui 87 dramme e 681 oboli, tuttavia la irrimediabile dispersione del ritrovamento rende difficile comprendere l'originaria consistenza del ripostiglio.
Oggi è possibile ammirare alcuni degli esemplari presso le seguenti istituzioni:
- Museo di Arte Antica di Torino, 164 esemplari (di cui 37 dramme e 127 oboli)[7]
- Fondazione Andrea Pautasso, presso i Beni Archeologici d'Aosta, 171 esemplari (di cui 20 dramme e 151 oboli)
- Musei Civici di Genova. Collezione di Palazzo Rosso e il Museo Archeologico di Pegli, 6 esemplari (di cui 1 dramma e 5 oboli)
- Museo Farnese di Piacenza, 5 esemplari (5 oboli)
- Palazzo Comunale di Serra Riccò, ove sono esposti 3 esemplari (3 oboli)

## Caratteristiche delle monete
Le monete ritrovate a Niusci furono largamente qualificate come dramme e oboli da Andrea Pautasso. Le dramme di Niusci appaiono simili a quelli rinvenuti in area piemontese e lombarda, mentre gli oboli presentano caratteristiche esclusive mai rinvenute oltre i confini del territorio ligure. L'unicità degli oboli induce a ritener fondata l'ipotesi che il ripostiglio sia appartenuto ai Ligures che vivevano nella Liguria marittima tra il III e il I secolo a.C. Si suppone pertanto che appartenessero a popoli preromani insediati in Val Polcevera e la cui presenza era già stata testimoniata dalla Tavola bronzea di Polcevera.
Tutti gli esemplari sono in argento, per la maggior parte lavorati a forbice, solo pochi sembrano provenire da una lavorazione a tondello. Si stima che il ripostiglio contenesse tra i 3 e i 4 kg di monete, l'equivalente di circa 3000 monete. Appartenevano al ritrovamento anche due denari repubblicani, che daterebbero la chiusura del ripostiglio al I secolo a.C.

### Dramme
Le dramme rinvenute hanno un peso tra i 3,50 e i 2,50 grammi. Hanno una tipica sezione lenticolare a tazza ed una forma tondeggiante, con il dritto convesso e il rovescio concavo. Queste emissioni riportano nel dritto una testa muliebre, talvolta coronata di olivo. I capelli sono, a seconda dell'effige, molto mossi, ricci e sciolti; più frequentemente pettinati o raccolti lasciando solo una ciocca a ricciolo sulla guancia. Un orecchino spesso a tre pendenti e il collo adornato da una collana a elementi tondi.
Sul rovescio troviamo raffigurato un leone rivolto sempre verso destra, ad imitazione di quello rappresentato sulle dramme di Massalia, a loro volta tratte dalle dramme di Velia. L'animale è posto sopra due linee orizzontali e sovrastato dalle scritte MAΣΣΛ, MΛΣΣΛ, MΣΣA, MΣΣΛ o ΛΛΣΣΛ, palesemente derivate dall'originale MAΣΣA delle dramme massaliote. Talvolta il felino è rappresentato con le sembianze alterate fino ad apparire come uno scorpione.

### Oboli
Il ritrovamento di oboli in questo ripostiglio sono prova di un numerario di cui soltanto pochi esemplari erano noti presso altri medaglieri europei. Gli oboli hanno la forma di una piccola scodella pertanto si ritiene che possano essere stati coniati mediante battitura di tondelli di diametro variabile da 10 a 12 millimetri, raramente di 13. Hanno un peso variabile tra 0,35 e 1,05 grammi, mentre lo spessore medio è di 1 millimetro.
Sia il dritto che il rovescio subiscono nel tempo alcune alterazioni pertanto è difficile stabilire se questi possano attribuirsi ad uno stesso prototipo degenerato nel tempo per usura o se provengano da zecche o incisori diversi. Sul dritto troviamo sempre una testa femminile di profilo, volta a destra, con capelli variamente acconciati ed adornati. Raramente troviamo la corona di ulivo, permane però, come per le dramme, il ricciolo sulla guancia, l'orecchino e la collana, anche se con lievi differenze. Sul rovescio un quadrupede, a tratti pare imitare il leone massaliota delle dramme, ma più spesso altre specie. Il quadrupede a volte è rivolto a destra, altre volte a sinistra ed è costellato da simboli, stelle, globetti ed altri segni non identificabili.
Altri esemplari sono caratterizzati da linee più eleganti e sinuose, balzanti a sinistra e che presentano l'animale in maniera più armonica.